# Arrigo Equini
Arrigo Equini (...) è uno scenografo italiano.

## Biografia
In 35 anni di carriera cinematografica Arrigo Equini ha partecipato a 76 film come scenografo o arredatore. Ha collaborato in nove film diretti da Giorgio Ferroni e, durante gli anni 1964-1965, in quattro film di Umberto Lenzi. Ha anche partecipato a molte produzioni di registi statunitensi (Melvin Frank, Phil Karlson, Joseph Losey, Melville Shavelson), greci (Michael Cacoyannis, George Pan Cosmatos), francesi (Yves Boisset, Pierre Chenal) , britannici (Ken Annakin), spagnoli (Mario Camus) e russi (Viktor Tourjansky).

## Filmografia
- La pantera nera (1942), regia di Domenico Gambino, (scenografo, aiuto regista)
- Quarta pagina (1942), regia di Nicola Manzari, (architetto-scenografo)
- Il fanciullo del West (1942), regia di Giorgio Ferroni, (arredatore)
- Macario contro Zagomar (1944), regia di Giorgio Ferroni, (scenografo)
- Aquila nera (1946), regia di Riccardo Freda, (scenografo)
- Furia (1947), regia di Goffredo Alessandrini, (scenografo)
- Tombolo, paradiso nero (1947), regia di Giorgio Ferroni, (scenografo)
- L'ebreo errante (1948), regia di Goffredo Alessandrini, (scenografo)
- Veglia nella notte (1948), regia di Ignazio Ferronetti e  Giuseppe Guarino, (scenografo)
- Vento d'Africa (1949), regia di Anton Giulio Majano, (scenografo)
- In estasi (Rapture,1949), regia di Goffredo Alessandrini, (scenografo)
- Sambo (1950), regia di Paolo William Tamburella, (scenografo)
- Strano appuntamento (1950), regia di Dezsö Ákos Hamza, (scenografo)
- ll cielo è rosso (1950), regia di Claudio Gora, (scenografo, scenografie set)
- Vogliamoci bene!  (1950), regia di Paolo W. Tamburella, (scenografo)
- Alina (1950), regia di Giorgio Pàstina, (scenografo)
- Il capitano di Venezia (1951), regia di Gianni Puccini, (architetto-scenografo)
- Il naufrago del Pacifico (1951), regia di Jeff Musso, (scenografo)
- Io sono il capataz (1951), regia di Giorgio Simonelli, (scenografo)
- L'eterna catena (1952), regia di Anton Giulio Majano, (architetto-scenografo)
- Angelo tra la folla (1952), regia di Leonardo De Mitri e Francesco De Robertis, (scenografo)
- L'angelo del peccato (1952), regia di Leonardo De Mitri e Vittorio Carpignano, (scenografo, arredatore)
- The Story of William Tell (1953), regia di Jack Cardiff, (scenografo)
- Il maestro di Don Giovanni (1954), regia di Milton Krims e Vittorio Vassarotti, (architetto-scenografo)
- La contessa scalza (1954), regia di Joseph L. Mankiewicz, (ambientazione)
- Da qui all'eredità (1955), regia di Riccardo Freda, (scenografo)
- L'intrusa (1956), regia di Raffaello Matarazzo, (scenografo)
- Beatrice Cenci (1956), regia di Riccardo Freda, (scenografo)
- Captain Gallant of the Foreign Legion (4 episodi, 1956-1957), (scenografo)
  - Dr. Legionnaire (1957) Episodio TV
  - Cuffy's Good Deed (1956) Episodio TV
  - Rodeo (1956) Episodio TV
  - The Long Night (1956) Episodio TV
- Gli italiani sono matti (1958), regia di Duilio Coletti e Luis María Delgado, (scenografo)
- Il mulino delle donne di pietra (1960), regia di Giorgio Ferroni, (scenografo)
- Il sepolcro dei re (1960), regia di Fernando Cerchio, (architetto-scenografo)
- La donna dei faraoni (1960), regia di Viktor Tourjansky, (architetto-scenografo)
- Rapina al quartiere Ovest (1960), regia di Filippo Walter Ratti, (architetto-scenografo)
- Le baccanti (1961), regia di Giorgio Ferroni, (arredatore)
- Il relitto (1961), regia di Michael Cacoyannis, (architetto-scenografo)
- L'ultimo zar (1961), regia di Pierre Chenal, (architetto-scenografo)
- L'eroe di Sparta (1962), regia di Rudolph Maté, (architetto-scenografo)
- La leggenda di Enea (1962), regia di Giorgio Venturini, (architetto-scenografo, scenografie set)
- Appuntamento in Riviera (1962), regia di Mario Mattoli, (scenografo)
- Col ferro e col fuoco (1963), regia di Fernando Cerchio, (scenografo)
- Sandokan, la tigre di Mompracem (1963), regia di Umberto Lenzi, (scenografo, arredatore)
- Ercole contro Moloch (1963), regia di Giorgio Ferroni, (scenografo, sceneggiatore)
- Sandok, il Maciste della giungla (1964), regia di Umberto Lenzi, (arredatore)
- I tre sergenti del Bengala (1964), regia di Umberto Lenzi, (arredatore)
- Il leone di Tebe (1964), regia di Giorgio Ferroni, (scenografo)
- I pirati della Malesia (1964), regia di Umberto Lenzi, (scenografo)
- La montagna di luce (1965), regia di Umberto Lenzi, (scenografo)
- Buffalo Bill - L'eroe del Far West (1965), regia di Mario Costa, (scenografo)
- Gli amanti latini (1965), regia di Mario Costa, (scenografo)
- Un dollaro bucato (1965), regia di Giorgio Ferroni, (architetto-scenografo) (con il nome Harry Horse)
- 7 uomini d'oro (1965), regia di Marco Vicario, (scenografo, architetto-scenografo)
- Il grande colpo dei 7 uomini d'oro (1966), regia di Marco Vicario, (architetto-scenografo)
- Combattenti della notte (1966), regia di Melville Shavelson, (architetto-scenografo)
- New York chiama Superdrago (1966), regia di Giorgio Ferroni, (scene designer)
- Agente Logan - Missione Ypotron (1966), regia di Giorgio Stegani, (scenografo, arredatore)
- Arrriva Dorellik (1967), regia di Steno, (scenografo)
- Non mi dire mai goodbye (1967), regia di Gianfranco Baldanello, (arredatore)
- Il raggio infernale (1967), regia di Gianfranco Baldanello, (arredatore) (con il nome Joseph Vincent)
- Grazie amore mio (1968), regia di Mario Camus, (arredatore)
- Colpo grosso alla napoletana (1968), regia di Ken Annakin, (architetto-scenografo)
- Buonasera, signora Campbell (1968), regia di Melvin Frank, (architetto-scenografo)
- I lupi attaccano in branco (1970), regia di Phil Karlson, (architetto-scenografo)
- Il debito coniugale (1970), regia di Franco Prosperi, (scenografo)
- L'uomo dagli occhi di ghiaccio (1971), regia di Alberto De Martino, (scenografo)
- Mio padre monsignore (1971), regia di Antonio Racioppi, (scenografo)
- L'arciere di Sherwood (1971), regia di Giorgio Ferroni, (arredatore)
- Meo Patacca (1972), regia di Marcello Ciorciolini, (scenografo)
- L'assassinio di Trotsky (1972), regia di Joseph Losey, (architetto-scenografo)
- Senza ragione (1973), regia di Silvio Narizzano, (architetto-scenografo)
- Primo tango a Roma - Storia d'amore e d'alchimia (1973), regia di Lorenzo Gicca Palli, (architetto-scenografo)
- Rappresaglia (1973), regia di George Pan Cosmatos, (architetto-scenografo)
- Un taxi color malva (1977), regia di Yves Boisset, (arredatore)